# Il bocconcino
Il bocconcino è un film del 1976 diretto da Romano Scandariato.

## Trama
Il giovane Gigi passa l'estate dallo zio Amedeo e sua moglie che ospitano Betsy, ragazza inglese alla pari, con lo scopo di imparare la lingua.
La cugina Gemma però, nonostante sia fidanzata, prima lo stuzzica e poi ne diviene l'amante. A questo punto Gigi riesce a sedurre anche Betsy e anche gli zii hanno una notte di passione.
Le tre donne si ritrovano tutte in attesa, ma se Gemma può attribuire la paternità al fidanzato Betsy torna in patria disgustata.

## Location
Il film è stato girato a Desenzano del Garda (Brescia), presso Villa Serena in via Lario

## Distribuzione
Il fil è stato distribuito da Indipendenti Regionali il 20 maggio 1976 con doppiaggio affidato alla CD.